# Ilha Formosa
Ilha Formosa ou Ilha de Taiwan (em chinês tradicional: 台灣/臺灣, chinês simplificado: 台湾, pinyin: Táiwān) é uma ilha com cerca de 36 000 km² situada ao sudeste da China continental, separada pelo Estreito de Taiwan  da costa da província chinesa de Fujian. Localizada ao sul do Japão (Ilhas Ryūkyū) e ao norte das Filipinas; e limitada a leste pelo Oceano Pacífico, ao norte do Mar da China Oriental e ao sul o Mar da China Meridional.
Desde 1945, a ilha tem estado sob o regime político da República da China, o estado que administrou toda a China até o final da guerra civil entre o Kuomintang e o Partido Comunista da China, quando este último tomou o poder no continente (China continental).
Desde então, o regime chinês tem se mantido na Ilha Formosa e nas ilhas circundantes, dando origem a uma situação jurídica e diplomática complexa, embora na prática seja um Estado independente parcialmente reconhecido como República da China, ou informalmente como "Taiwan". Refúgio de emigrados chineses depois da tomada do poder pelos comunistas, em 1949, é considerada uma província por ambos os governos da República Popular da China, como o da República da China. Tal como o resto dos Tigres Asiáticos,  adota o capitalismo e apresenta altas taxas de crescimento econômico nos anos 1980.

## História
A China dominou a ilha no século XIV  e ali instalou comunidades de camponeses. Por volta de 1600, os portugueses estabeleceram um entreposto comercial denominado Formosa. Seguiu-se uma breve ocupação de espanhóis, expulsos pelos neerlandeses em 1642. Os chineses reconquistaram a ilha em 1661 e retomaram a colonização.
A China cedeu Formosa ao Japão em 1895, após a derrota na Primeira Guerra Sino-Japonesa. No final da Segunda Guerra Mundial, a ilha voltou à soberania chinesa, então governada pelo Partido Nacionalista (Kuomintang) de Chiang Kai-shek. Em 1949, derrotados pelas forças comunistas de Mao Tsé-tung, Chiang Kai-shek e os remanescentes de seu governo fugiram para Formosa.
O país recebeu centenas de milhares de chineses continentais, incluindo grande parte da elite econômica e intelectual. O Kuomintang passou a funcionar como partido único. Investimentos maciços dos Estados Unidos financiaram o desenvolvimento da indústria. Em 1971, a República da China foi obrigada a retirar-se da Organização das Nações Unidas (ONU) por causa da entrada da China comunista. O país rompeu relações diplomáticas com quase todas as nações, mas intensificou o comércio externo.